# 研究開発学校
研究開発学校（けんきゅうかいはつがっこう）は、幼児、児童、生徒に特徴のある新しい教育的取り組みを、文部科学省より指定を受けて試験的に行い研究（実験）する学校である。研究課題は、1つまたは複数の領域・教科の教育、地域の実態に合わせた教育のあり方などさまざまである。研究の内容に応じて予算も特別に組まれる。
研究開発校は、校長を頂点とする教職員の組織次第で、その命運のすべてが決まるともいわれる。校長の責務は大きく、非常に高度な采配が期待される。また、学校は、住民の願いや地域の需要によって設置されるので、地域の声を十分に配慮する必要があるが、研究開発については、多くの意見を十分に吟味した上で、教育的な観点から取り組みを進めるべきとされる。これは、研究開発がその学校だけでの新しい取り組みであるだけではなく、今後の日本全国の教育を考える上での参考にされるからである。

## 研究開発の例
京都府京都市においては、ドーナツ化現象で減少した子どもの数を一定の学級数を確保して集団として活動しやすくするために、それまでの学校を統合し、すべての学校が研究開発の機能をもつように再編成された。校舎はさまざまな形のオープンスペースを保有し、壁をとりはずしできる構造になっている。また、校舎は明るく、廊下は広く、非常に快適な最新の設備も完備されている。新しい取り組みは、徐々に地域住民に理解されつつあり、新しい転入者も増加し、ドーナツ化を防いでいる。学校によっては1学年あたり2学級で開始したところもあるが、すべて3学級になりつつある。